# Onthophagus ukerewensis
Onthophagus ukerewensis är en skalbaggsart som beskrevs av Vladimir Balthasar 1937. Onthophagus ukerewensis ingår i släktet Onthophagus och familjen bladhorningar. Inga underarter finns listade i Catalogue of Life.